# Котешко око (мъглявина)
Котешко око (Cat’s Eye Nebula) е първата мъглявина, която е изследвана със спектроскоп. Разположена е в съзвездието Дракон в точка, близка до северния небесен полюс. Заедно с магнитуда ѝ – 8.0 притежава една от най-сложните структури от известните ни космически обекти. На снимки от космическите телескопи „Хъбъл“ и „Спицър“ се вижда, че тя се завърта в спирала с множество преплитания. Причините за това все още са неясни.
Данни от рентгеновата обсерватория „Чандра“ разкриват ярка централна звезда, заобиколена от облак от мултимилионен газ в планетарната мъглявина. Интензивността на емисията рентгенови лъчи от централната звезда е неочаквана за изследователите и това е първият случай, когато астрономите виждат подобни емисии от основната звезда в планетарна мъглявина.
През 2004 г. „Хъбъл“ обръща внимание към психеделичния ѝ газов балон, разкривайки 11 неизвести дотогава концентрични пръстена и възли от светещ газ, изхвърляни в космическото пространство от умиращата звезда, подобна на нашето Слънце. Изображението с висока разделителна способност показа на астрономите, че „черупките“ от звездна материя биват изхвърляни през интервал от 1500 светлинни години и създават космическа структура, наподобяваща пластовете на глава лук.
Мъглявината е на 3000 светлинни години от Млечния път. Тази структура предполага наличието на двойна система на мястото на централния източник.